# Västra Vejejaure
Västra Vejejaure är en sjö i Arjeplogs kommun i Lappland och ingår i Skellefteälvens huvudavrinningsområde. Sjön har en area på 0,732 kvadratkilometer och ligger 430,9 meter över havet. Sjön avvattnas av vattendraget Maddaurebäcken.

## Delavrinningsområde
Västra Vejejaure ingår i det delavrinningsområde (729823-159906) som SMHI kallar för Inloppet i Nedre Vuoijaure. Medelhöjden är 452 meter över havet och ytan är 13,29 kvadratkilometer. Det finns inga avrinningsområden uppströms utan avrinningsområdet är högsta punkten. Maddaurebäcken som avvattnar avrinningsområdet har biflödesordning 2, vilket innebär att vattnet flödar genom totalt 2 vattendrag innan det når havet efter 218 kilometer. Avrinningsområdet består mestadels av skog (76 procent) och sankmarker (17 procent). Avrinningsområdet har 0,74 kvadratkilometer vattenytor vilket ger det en sjöprocent på 5,6 procent.